# Mecz Polska – Gwiazdy PLK 2000
Mecz Gwiazd – Polska – Gwiazdy PLK 2000 – towarzyski mecz koszykówki rozegrany 16 listopada 2000 roku w Ostrowie Wielkopolskim. W spotkaniu wzięli udział czołowi zawodnicy najwyższej klasy rozgrywkowej w Polsce oraz reprezentanci Polski. 
Spośród wybranych w spotkaniu nie wystąpili:
- Polska – Paweł Szcześniak (Anwil Włocławek), Wojciech Szawarski (Stal Ostrów Wielkopolski), Radosław Hyży (Brok Czarni Słupsk), Mirosław Łopatka (Legia Warszawa), Marcin Sroka (Pogoń Ruda Śląska), Piotr Szybilski (Prokom Trefl Sopot) .

- Gwiazdy PLK – Jarrod Gee (SKK Szczecin), Bartłomiej Tomaszewski (Anwil Włocławek)

## Składy
Trener reprezentacji Polski: Dariusz Szczubiał, asystent trenera: Andrzej Kowalczyk 

Trener drużyny gwiazd PLK: Andriej Urlep 

| Polska – 96                               | Polska – 96                               | Polska – 96                               | Polska – 96                               | 82 – Gwiazdy PLK                          | 82 – Gwiazdy PLK                          | 82 – Gwiazdy PLK                          | 82 – Gwiazdy PLK                          |
| Wyniki Kwart – 25:23; 20:16; 21:20; 30:32 | Wyniki Kwart – 25:23; 20:16; 21:20; 30:32 | Wyniki Kwart – 25:23; 20:16; 21:20; 30:32 | Wyniki Kwart – 25:23; 20:16; 21:20; 30:32 | Wyniki Kwart – 25:23; 20:16; 21:20; 30:32 | Wyniki Kwart – 25:23; 20:16; 21:20; 30:32 | Wyniki Kwart – 25:23; 20:16; 21:20; 30:32 | Wyniki Kwart – 25:23; 20:16; 21:20; 30:32 |
| Zawodnik                                  | Kraj                                      | Klub                                      | Pkt                                       | Zawodnik                                  | Kraj                                      | Klub                                      | Pkt                                       |
| ----------------------------------------- | ----------------------------------------- | ----------------------------------------- | ----------------------------------------- | ----------------------------------------- | ----------------------------------------- | ----------------------------------------- | ----------------------------------------- |
| Robert Kościuk                            | Polska                                    | Zepter Śląsk Wrocław                      | 8                                         | Brian Lynch                               | Stany Zjednoczone                         | Komfort Stargard                          | 12                                        |
| Maciej Zieliński                          | Polska                                    | Zepter Śląsk Wrocław                      | 17                                        | John Taylor                               | Stany Zjednoczone                         | Brok Czarni Słupsk                        | 11                                        |
| Dominik Tomczyk                           | Polska                                    | Zepter Śląsk Wrocław                      | 15                                        | Tim Young                                 | Stany Zjednoczone                         | Polonia Warszawa                          | 10                                        |
| Adam Wójcik                               | Polska                                    | Zepter Śląsk Wrocław                      | 15                                        | Zoran Sretenović                          | Serbia                                    | Stal Ostrów Wielkopolski                  | 9                                         |
| Joe McNaull                               | /                                         | Zepter Śląsk Wrocław                      | 13                                        | James Havrilla                            | Stany Zjednoczone                         | Unia Tarnów                               | 8                                         |
| Michał Hlebowicki                         | Polska                                    | Hoop Pekaes Pruszków                      | 3                                         | Paul Sessoms                              | Stany Zjednoczone                         | Stal Ostrów Wielkopolski                  | 8                                         |
| Tomasz Jankowski                          | Polska                                    | Anwil Włocławek                           | 2                                         | Slađan Stojković                          | Serbia                                    | Polonia Warszawa                          | 7                                         |
| Krzysztof Sidor                           | Polska                                    | Stal Ostrów Wielkopolski                  | 6                                         | God Shammgod                              | Stany Zjednoczone                         | Brok Czarni Słupsk                        | 6                                         |
| Kordian Korytek                           | Polska                                    | Brok Czarni Słupsk                        | 6                                         | Paweł Wiekiera                            | Polska                                    | Komfort Stargard                          | 3                                         |
| Andrzej Pluta                             | Polska                                    | Brok Czarni Słupsk                        | 11                                        | Tomasz Cielebąk                           | Polska                                    | Śląsk Wrocław                             | 2                                         |